# Curralinhos
Curralinhos is een gemeente in de Braziliaanse deelstaat Piauí. De gemeente telt 4.242 inwoners (schatting 2009).